# モンテプルチャーノ (ブドウ)
モンテプルチャーノ (Montepulciano) はイタリアの赤ワイン用ブドウ品種であり、統制保証付原産地呼称 (D.O.C.G.) 認定ワインのモンテプルチャーノ・ダブルッツォ・コッリーネ・テラマーネ (Montepulciano d'Abruzzo Colline Teramane) やロッソ・コーネロ (Rosso Conero) 、統制原産地呼称 (D.O.C.) 認定ワインのモンテプルチャーノ・ダブルッツォ (Montepulciano d'Abruzzo) 、ロッソ・ピチェーノ・スペリオーレ (Rosso Piceno Superiore) などによって非常に有名である。
名称の似たトスカーナ・ワインのヴィーノ・ノビレ・ディ・モンテプルチャーノと混同してはならない。こちらは原料主体がサンジョヴェーゼであり、その名称はモンテプルチャーノ種がブレンドされているからではなく、生産地の村に由来しているためである。
このブドウはイタリア中部・南部各地で広く栽培され、なかでもアブルッツォ州、ラツィオ州、マルケ州、モリーゼ州、ウンブリア州、プーリア州で顕著である。100前後あるイタリア全県のうち、20県のD.O.C.ワインでこの品種の使用が許可されている。モンテプルチャーノは成熟が遅い傾向があり、収穫が早すぎると極度に未熟になってしまうこともあるため、イタリア北部で見られることは稀である。
完熟した場合、モンテプルチャーノは色味の深いワインを生み出すことが可能であり、中程度の酸および高濃度の抽出物 (エキス) とアルコールをもつ。

## 発祥・原産および他の「モンテプルチャーノ」ワインとの混同

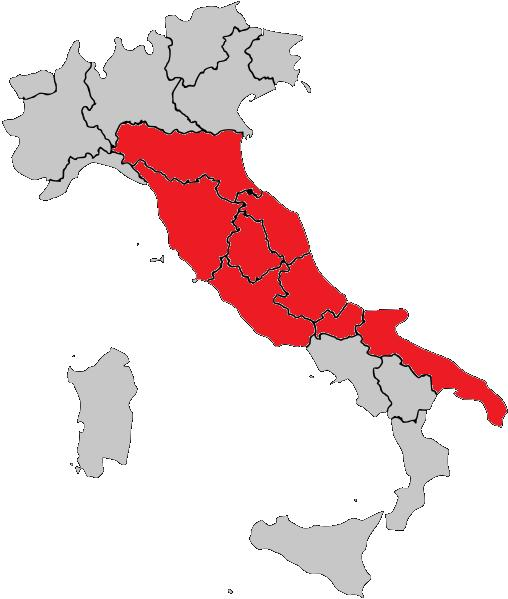
イタリア国内におけるモンテプルチャーノ種の栽培地域

ワイン専門家のジャンシス・ロビンソンによると、モンテプルチャーノ種の原産地はトスカーナ地方である可能性が高く、混同されることの多いサンジョヴェーゼと類縁関係にあるかもしれないという。発祥に関してこうした可能性があるにもかかわらず、ブドウ品種のモンテプルチャーノはその名を冠しヴィーノ・ノビレ・ディ・モンテプルチャーノを生産する村とは、ロビンソンが「言語学的なもの」と呼ぶ以上の物的なつながりは一切なさそうである。さらに、モンテプルチャーノ種はイタリア中部で広く栽培されているものの、当のモンテプルチャーノの村周辺のブドウ畑では栽培されていない。

## ワイン生産地域
モンテプルチャーノはサンジョヴェーゼに次いでイタリアで栽培地域が2番目に広い土着品種である。100前後あるイタリア全県のうち20県で栽培が推奨されており、プーリア州、モリーゼ州、ラツィオ州、ウンブリア州、マルケ州、エミリア＝ロマーニャ州、アブルッツォ州、トスカーナ州のD.O.C.認定赤ワインには、このブドウの使用が許可もしくは必要とされているものがある。モンテプルチャーノ使用のD.O.C.認定ワインのなかで非常に有名なのは、アブルッツォ州のモンテプルチャーノ・ダブルッツォ、マルケ州のオッフィーダ・ロッソDOCG、ロッソ・コーネロ、ロッソ・ピチェーノである。カステル・デル・モンテDOCではウーヴァ・ディ・トロイアに次ぐ二次的な品種だが、ワイン専門家のジャンシス・ロビンソンによれば、そのブレンドに寄与するモンテプルチャーノの性格はひょっとすると「もっとも見事に体現されている」かもしれないという。

### D.O.C.認定ワインおよびD.O.C.G.認定ワイン
以下の一覧に含まれるのは、モンテプルチャーノの使用が認められているD.O.C.およびD.O.C.G.認定ワインであり、D.O.C.およびD.O.C.G.表記の規格に則った割合でブレンドに入れることのある他品種も併記している。モンテプルチャーノを50%以上使用しなければならないものは太字で示してある。
| 日本語表記                                               | イタリア語表記                           | DOC/ DOCG | 州                   | ブレンドの基準（ブレンド規格対象の品種） |
| -------------------------------------------------------- | ---------------------------------------- | --------- | -------------------- | --- |
| アレツィオ                                               | Alezio                                   | DOC       | プーリア             | ネグロアマーロ、サンジョヴェーゼ、マルヴァジア |
| ビフェルノ                                               | Biferno                                  | DOC       | モリーゼ             | モンテプルチャーノ60-70%が必要。アリアニコ、（ロゼおよび赤の場合）トレッビアーノ・トスカーノ |
| ブリンディジ                                             | Brindisi                                 | DOC       | プーリア             | ネグロアマーロ、サンジョヴェーゼ、マルヴァジア |
| カッチェ・ミッテ・ディ・ルチェーラ                       | Cacc'e mmitte di Lucera                  | DOC       | プーリア             | スマレッロ、サンジョヴェーゼ、マルヴァジア、トレッビアーノ、ボンビーノ・ビアンコ |
| カステル・デル・モンテ                                   | Castel Del Monte                         | DOC       | プーリア             | ウーヴァ・ディ・トロイア、サンジョヴェーゼ、アリアニコ、ピノ・ノワール |
| カステッリ・ロマーニ                                     | Castelli Romani                          | DOC       | ラツィオ             | チェザネーゼ、メルロー、サンジョヴェーゼ、ネロ・ブォーノ |
| チェルヴェーテリ                                         | Cerveteri                                | DOC       | ラツィオ             | サンジョヴェーゼ、チェザネーゼ、カナイオーロ・ネロ |
| チェザネーゼ・ディ・オレヴァーノ・ロマーノ               | Cesanese di Olevano Romano               | DOC       | ラツィオ             | チェザネーゼ、サンジョヴェーゼ、バルベーラ、トレッビアーノ、ボンビーノ・ビアンコ |
| コッリ・アメリーニ                                       | Colli Amerini                            | DOC       | ウンブリア           | サンジョヴェーゼ、チリエジョーロ、カナイオーロ、メルロー、バルベーラ |
| コッリ・エトルスキ・ヴィテルベージ                       | Colli Etruschi Viterbesi                 | DOC       | ラツィオ             | サンジョヴェーゼ |
| コッリ・マチェラテージ                                   | Colli Maceratesi                         | DOC       | マルケ               | サンジョヴェーゼ、カベルネ・ソーヴィニヨン、カベルネ・フラン、チリエジョーロ、ラクリマ、メルロー、ヴェルナッチャ・ネーラ |
| コッリ・マルターニ                                       | Colli Martani                            | DOC       | ウンブリア           | サンジョヴェーゼ、カナイオーロ、チリエジョーロ、バルベーラ、メルロー、トレッビアーノ、グレケット、マルヴァジア、ガルガーネガ、ヴェルディッキオ                                                                                         |
| コッリ・ペルジーニ                                       | Colli Perugini                           | DOC       | ウンブリア           | サンジョヴェーゼ、チリエジョーロ、バルベーラ、メルロー |
| コッリ・ペザレージ                                       | Colli Pesaresi                           | DOC       | マルケ               | サンジョヴェーゼ、チリエジョーロ |
| コッリ・ディ・リミニ                                     | Colli di Rimini                          | DOC       | エミリア＝ロマーニャ | サンジョヴェーゼ、カベルネ・ソーヴィニヨン、メルロー、バルベーラ、テッラーノ、アンチェロッタ |
| コッリ・ロマーニャ・チェントラーレ                       | Colli Romagna Centrale                   | DOC       | エミリア＝ロマーニャ | カベルネ・ソーヴィニヨン、サンジョヴェーゼ、バルベーラ、メルロー |
| コッリ・デッラ・サビーナ                                 | Colli della Sabina                       | DOC       | ラツィオ             | サンジョヴェーゼ |
| コーネロ                                                 | Conero                                   | DOCG      | マルケ               | モンテプルチャーノ85-100%。サンジョヴェーゼ |
| コントログエッラ                                         | Controguerra                             | DOC       | アブルッツォ         | モンテプルチャーノ60%以上。メルロー、カベルネ・ソーヴィニヨン、カベルネ・フラン |
| コペルティーノ                                           | Copertino                                | DOC       | プーリア             | ネグロアマーロ、マルヴァジア、サンジョヴェーゼ |
| コーリ                                                   | Cori                                     | DOC       | ラツィオ             | ネロ・ブォーノ、ボンビーノ・ネロ |
| エシーノ                                                 | Esino                                    | DOC       | マルケ               | モンテプルチャーノ60%以上。サンジョヴェーゼほか地元品種 |
| ジョイア・デル・コッレ                                   | Gioia del Colle                          | DOC       | プーリア             | プリミティーヴォ、サンジョヴェーゼ、ネグロアマーロ、マルヴァジア |
| ラクリマ・ディ・モッロ・ダルバ                           | Lacrima di Morro d'Alba                  | DOC       | マルケ               | ラクリマ、ヴェルディッキオ |
| レヴェラーノ                                             | Leverano                                 | DOC       | プーリア             | ネグロアマーロ、マルヴァジア、サンジョヴェーゼ |
| リッツァーノ                                             | Lizzano                                  | DOC       | プーリア             | ネグロアマーロ、サンジョヴェーゼ、ボンビーノ・ネロ、ピノ・ノワール 、マルヴァジア |
| モンテプルチャーノ・ダブルッツォ                         | Montepulciano d'Abruzzo                  | DOC       | アブルッツォ         | モンテプルチャーノ85%以上。サンジョヴェーゼ |
| モンテプルチャーノ・ダブルッツォ・コッリーネ・テラマーネ | Montepulciano d'Abruzzo Colline Teramane | DOCG      | アブルッツォ         | モンテプルチャーノ85%以上。サンジョヴェーゼ |
| ナルド                                                   | Nardo                                    | DOC       | プーリア             | ネグロアマーロ、マルヴァジア |
| オッフィーダ                                             | Offida                                   | DOCG      | マルケ               | モンテプルチャーノ50%以上。カベルネ・ソーヴィニヨン |
| オルタ・ノーヴァ                                         | Orta Nova                                | DOC       | プーリア             | ウーヴァ・ディ・トロイア、ランブルスコ・マエストリ、トレッビアーノ |
| パッリーナ                                               | Parrina                                  | DOC       | トスカーナ           | サンジョヴェーゼ、カナイオーロ、コロリーノ |
| ペントロ・ディ・イセルニア                               | Pentro di Isernia                        | DOC       | モリーゼ             | モンテプルチャーノ45-55%。サンジョヴェーゼ |
| ロッソ・バルレッタ                                       | Rosso Barletta                           | DOC       | プーリア             | ウーヴァ・ディ・トロイア、サンジョヴェーゼ、マルベック |
| ロッソ・カノーサ                                         | Rosso Canosa                             | DOC       | プーリア             | ウーヴァ・ディ・トロイア、サンジョヴェーゼ |
| ロッソ・ディ・チェリニョーラ                             | Rosso di Cerignola                       | DOC       | プーリア             | ウーヴァ・ディ・トロイア、ネグロアマーロ、サンジョヴェーゼ、バルベーラ、マルベック、トレッビアーノ |
| ロッソ・コーネロ                                         | Rosso Conero                             | DOC       | マルケ               | モンテプルチャーノ85-100%。サンジョヴェーゼ |
| ロッソ・オルヴィエターノ                                 | Rosso Orvietano                          | DOC       | ウンブリア           | アレアティコ、カベルネ・フラン、カベルネ・ソーヴィニヨン、カナイオーロ、チリエジョーロ、メルロー、ピノ・ノワール 、サンジョヴェーゼ、バルベーラ、チェザネーゼ、コロリーノ、ドルチェット。稀ながらモンテプルチャーノ85%のものも存在する |
| ロッソ・ピチェーノ                                       | Rosso Piceno                             | DOC       | マルケ               | サンジョヴェーゼ、トレッビアーノ、パッセリーノ |
| サン・セヴェーロ                                         | San Severo                               | DOC       | プーリア             | モンテプルチャーノ70-100%。サンジョヴェーゼ |
| タルクイーニア                                           | Tarquinia                                | DOC       | ラツィオ             | サンジョヴェーゼ60%以上。チェザネーゼ |
| トルジャーノ                                             | Torgiano                                 | DOC       | ウンブリア           | サンジョヴェーゼ、カナイオーロ、トレッビアーノ、チリエジョーロ |
| トルジャーノ・ロッソ・リゼルヴァ                         | Torgiano Rosso Riserva                   | DOCG      | ウンブリア           | サンジョヴェーゼ、カナイオーロ、トレッビアーノ、チリエジョーロ |
| ヴェッレトリ                                             | Velletri                                 | DOC       | ラツィオ             | サンジョヴェーゼ、チェザネーゼ、ボンビーノ・ネロ、メルロー、チリエジョーロ |
| ヴェルナッチャ・ディ・セッラペトローナ                   | Vernaccia di Serrapetrona                | DOCG      | マルケ               | ヴェルナッチャ・ディ・セッラペトローナ、サンジョヴェーゼ、チリエジョーロ |

注) 「マルヴァジア」はマルヴァジア・ネーラを指す

## ブドウ栽培およびワインの特徴

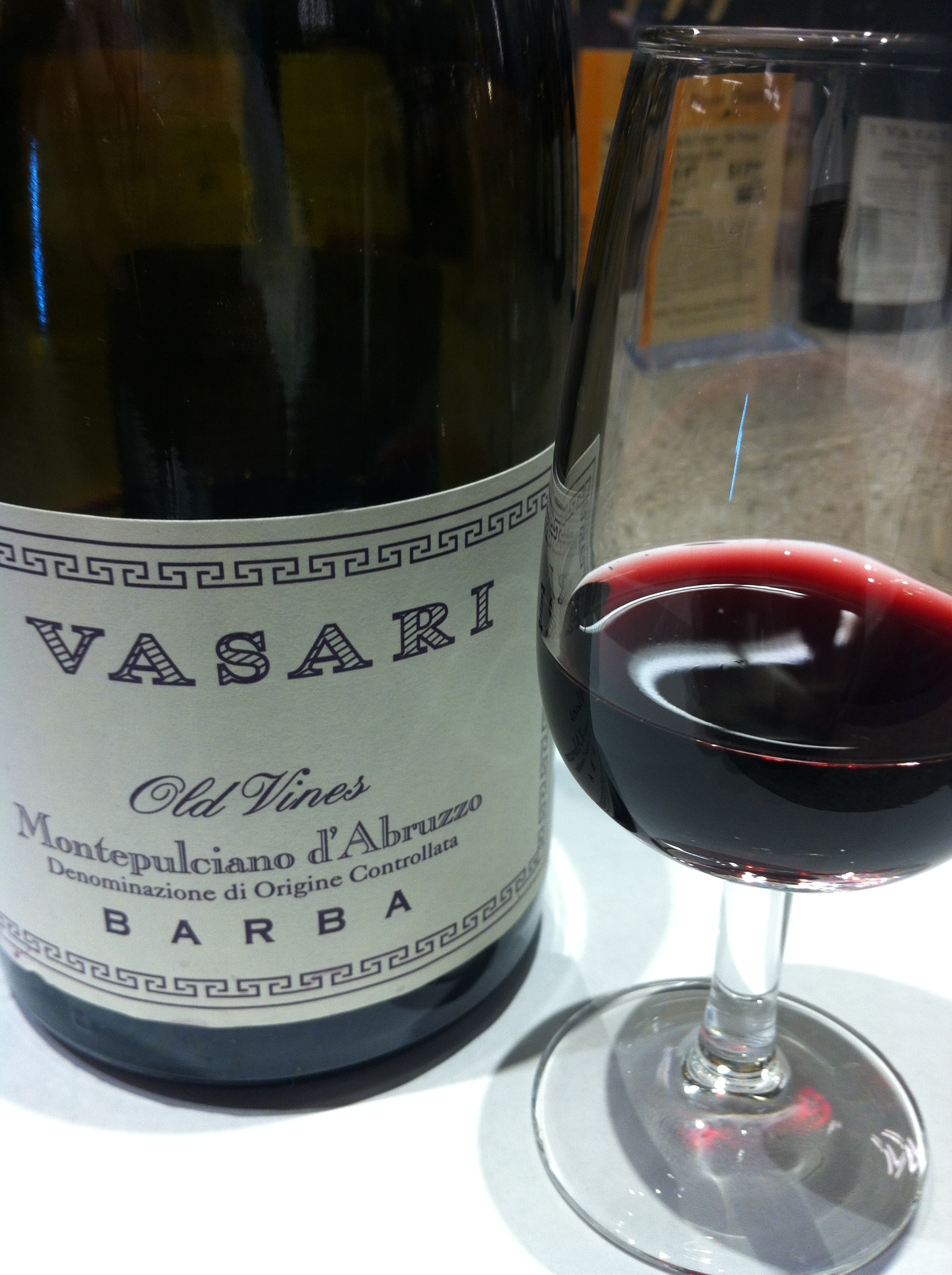
アブルッツォ州産のモンテプルチャーノ種から作られた、モンテプルチャーノ・ダブルッツォのワイン

モンテプルチャーノは成熟が遅く、収量が多い傾向がある。果粒は丸々としていて果皮／果汁比は低いといえる。しかしながら、果皮には色素タンニンや発色に寄与するフェノール化合物がかなりの量含まれているため、マセレーション (浸漬) の過程で深いルビー色のワインもしくはピンク色のチェラスオーロを生み出すことができる。イタリアのほとんどの品種と比べ、モンテプルチャーノは酸がほどよく控えめで、タンニンは角の立った渋みというよりも、まろやかなものである。ワイン専門家のオズ・クラークは、モンテプルチャーノが生み出すのは「丸くふくよかで、どっしりとした赤ワインであり、熟したタンニンと良質の酸、そして低価格を持ち合わせている」と言い表している。ジャンシス・ロビンソンはモンテプルチャーノのことを、収穫年 (ヴィンテージ) の3、4年後で向上し、なめらかな飲み頃のワインを生み出す「有望な品種」だと評価している。

## 別名
モンテプルチャーノ種およびそのワインには、さまざまな別名が使われている：コルディシオ (Cordiscio) 、コルディスコ (Cordisco) 、コルディジオ (Cordisio) 、モンテ・プルチャーノ (Monte Pulciano) 、モンテプルチャーノ・コルデスコ (Montepulciano Cordesco) 、モンテプルチャーノ・ディ・トッレ・デ・パッセリ(Montepulciano di Torre de Passeri) 、モンテプルチャーノ・プリマティコ (Montepulciano Primatico) 、モレッローネ (Morellone) 、プレムティコ (Premutico) 、プリマティッチョ (Primaticcio) 、プリムティコ (Primutico) 、サンジョヴェーゼ・カルディスコ (Sangiovese Cardisco) 、サンジョヴェーゼ・コルディスコ (Sangiovese Cordisco) 、サンジョヴェット (Sangiovetto) 、トッレ・デイ・パッセリ (Torre dei Passeri) 、ウーヴァ・アブルッツェーゼ (Uva Abruzzese) 、ウーヴァ・アブルッツィ (Uva Abruzzi)